# Берсоса-дель-Лосоя
Берсоса-дель-Лосоя (ісп. Berzosa del Lozoya) — муніципалітет в Іспанії, у складі автономної спільноти Мадрид. Населення — 208 осіб (2010).
Муніципалітет розташований на відстані близько 65 км на північ від Мадрида.
На території муніципалітету розташовані такі населені пункти: (дані про населення за 2010 рік)
- Берсоса-дель-Лосоя: 178 осіб
- Лос-Льянільйос: 30 осіб

## Демографія
Динаміка населення (INE ):

## Галерея зображень

Розташування муніципалітету у автономній спільноті Мадрид